# أشلي سبنسر
أشلي سبنسر (بالإنجليزية: Ashley Spencer)‏ هي منافسة ألعاب القوى أمريكية، ولدت في 6 يونيو 1993 في إنديانابوليس في الولايات المتحدة.

## وصلات خارجية
- أشلي سبنسر على موقع الاتحاد الدولي لألعاب القوى (الإنجليزية)
- أشلي سبنسر على موقع الاتحاد الأمريكي لسباقات المضمار والميدان (الإنجليزية)
- أشلي سبنسر على موقع الاتحاد الأمريكي لسباقات المضمار والميدان (الإنجليزية)
- أشلي سبنسر على موقع الدوري الماسي (الإنجليزية)
- أشلي سبنسر على موقع TFRRS.org (الإنجليزية)
- أشلي سبنسر على موقع TFRRS.org (الإنجليزية)
- أشلي سبنسر على موقع اللجنة الأولمبية الدولية (الإنجليزية)
- أشلي سبنسر على موقع أوليمبيديا (الإنجليزية)
- أشلي سبنسر على موقع اللجنة الأولمبية والبارالمبية الأمريكية (الإنجليزية)